# Praagse Opstand
De Praagse Opstand (Tsjechisch: Pražské povstání) was de opstand van de bevolking van de stad Praag tegen de Duitse bezetter. De opstand begon op 5 mei 1945 met een oproep op de Tsjechische radio en eindigde met een wapenstilstand en de terugtrekking van de Wehrmacht uit Praag op 8 mei 1945. Een dag later trok het Rode Leger de stad binnen.
Sinds 1939 was Tsjechië bezet door Nazi-Duitsland en vormde het protectoraat Bohemen en Moravië. Eind april 1945 was een groot deel van Duitsland door de geallieerden veroverd en was Berlijn omsingeld. Het protectoraat was op dat moment nog grotendeels bezet. Op 30 april en 1 mei 1945 maakte Karl Hermann Frank, die de Höhere SS- und Polizeiführer in het protectoraat was, bekend dat iedere opstand zou eindigen in een zee van bloed.
Op 5 mei startte de opstand met de ochtenduitzending van de Tsjechische radio, die tegen de instructies alleen in het Tsjechisch uitzond. De Duitse intendant van de zender riep Duitse soldaten te hulp, die tegengehouden werden door Tsjechische opstandelingen. Dit was live op de radio te horen. Daarop kwam de opstand in de stad op gang. Diezelfde dag werd de radiozender, het hoofdkwartier van de Gestapo en de Sicherheitspolizei en het stadhuis ingenomen. In de avond begonnen de Duitsers met een tegenaanval, die bemoeilijkt werd door de vele barricades die in de stad waren opgeworpen.
Amerikaanse troepen, die op 70 kilometer van de stad verwijderd waren, gingen niet in op oproepen via de radio tot ondersteuning omdat zij de demarcatielijn met het Rode Leger niet wilden overschrijden. Het Russisch Bevrijdingsleger, dat tot dan toe onder de Wehrmacht tegen het Rode Leger had gevochten, wisselde op 6 mei van front en ondersteunde de opstandelingen, tot ongenoegen van de Tsjechische communisten. Een dag later sloegen zij op de vlucht naar de Amerikaanse linies.
Nadat het de Duitse troepen niet gelukt was om de radiozender te heroveren lieten zij het gebouw bombarderen. Op 7 mei greep de Waffen-SS in en zag kans onder het aanrichten van grote beschadigingen de stad voor een groot deel te heroveren.
Op 8 mei besloten de Tsjechische opstandelingen tot onderhandelingen met de Duitse militaire gouverneur van Praag omdat geallieerde steun was uitgebleven. De Duitse troepen en Duitse burgers mochten ongehinderd de stad verlaten. Een dag later trok het Rode Leger de stad in.
Aan Tsjechische zijde kwamen ruim 1.694 tot 2.898 opstandelingen om het leven, terwijl van het Russisch Bevrijdingsleger 300 man om het leven kwam. Aan Duitse zijde vielen 380 tot 953 slachtoffers. Het aantal omgekomen Tsjechische burgers is 263 tot 2.000 en de Duitse burgers is 1.000+.